# Ayumu Sasaki

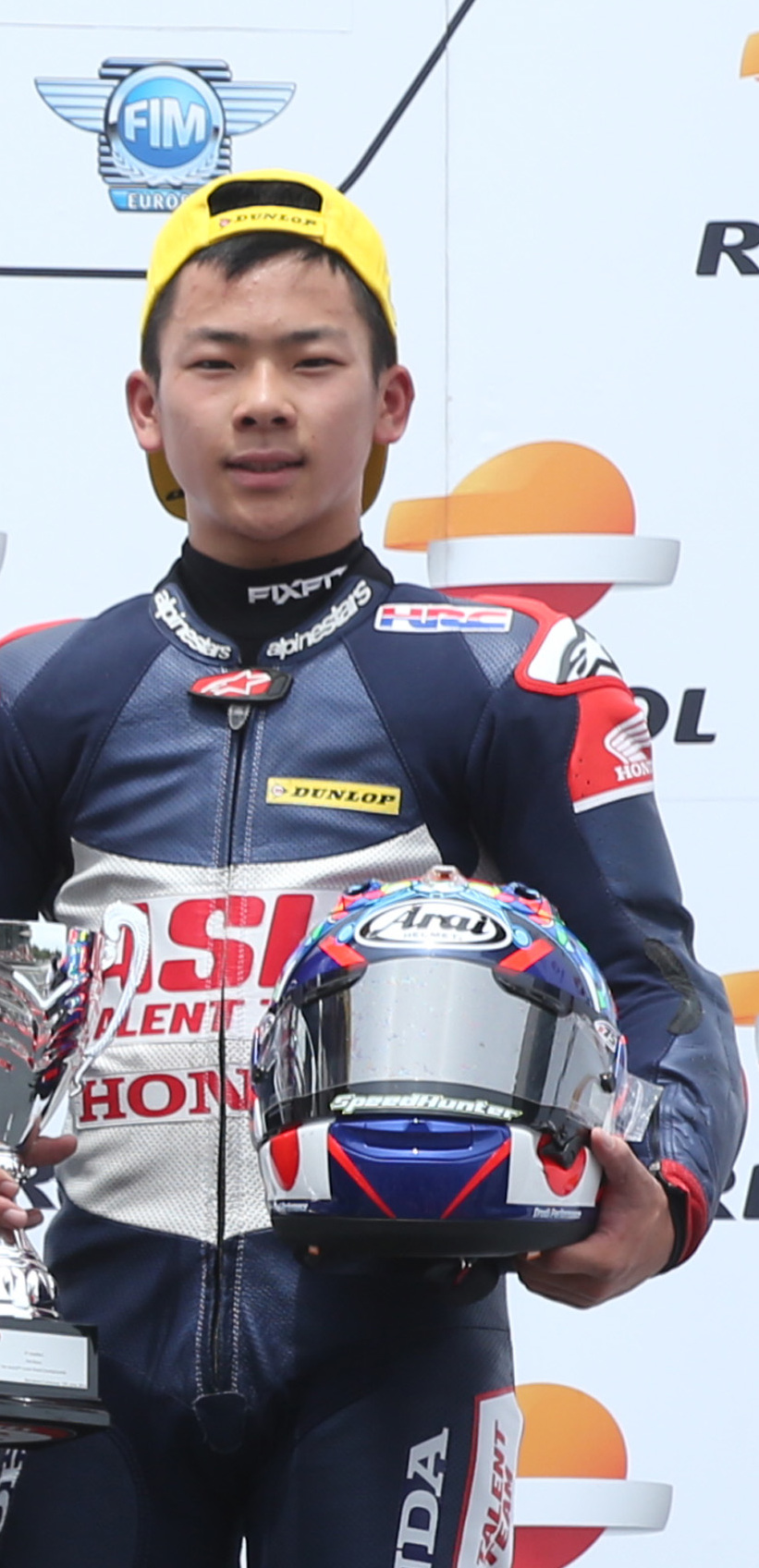
Ayumu Sasaki op het Circuit de Barcelona-Catalunya in 2016.

Ayumu Sasaki (Japans: 佐々木 歩夢, Sasaki Ayumu) (Yokosuka, 4 oktober 2000) is een Japans motorcoureur.

## Carrière
Sasaki begon zijn motorsportcarrière in Japan in de Daijiro 74 Cup en andere nationale kampioenschappen. In 2014 stapte hij over naar de Asia Talent Cup, waarin hij vierde werd. In 2015 werd hij kampioen in deze klasse. Dat jaar debuteerde hij ook in de FIM MotoGP Rookies Cup. Hij won een race op Silverstone en behaalde daarnaast vier podiumplaatsen. Met 161 punten werd hij achter Bo Bendsneyder en Fabio Di Giannantonio derde in het kampioenschap. In 2016 behaalde hij vier zeges op het Circuito Permanente de Jerez, de Sachsenring, het Misano World Circuit Marco Simoncelli en het Motorland Aragón en stond hij in zeven andere races op het podium. Met 250 punten werd hij gekroond tot kampioen in de klasse. Hiernaast werd hij op een Honda zesde in het Spaanse Moto3-kampioenschap met 83 punten een podiumplaats op het Circuit de Barcelona-Catalunya. Tevens debuteerde hij dat jaar in de Moto3-klasse van het wereldkampioenschap wegrace in de Grand Prix van Maleisië voor het Honda-team Gresini Racing Moto3 als eenmalige vervanger van de geblesseerde Enea Bastianini, maar kwam hierin niet aan de finish.
In 2017 reed Sasaki zijn eerste volledige seizoen in het WK Moto3 voor het SIC Racing Team, waarin hij met Adam Norrodin als teamgenoot opnieuw op een Honda reed. Hij kende een redelijk debuutjaar, waarin een zevende plaats in Australië zijn beste resultaat was. Met 32 punten werd hij twintigste in het kampioenschap, waarmee hij de hoogst geplaatste rookie was. In 2018 had hij een gelijkwaardig seizoen met opnieuw een zevende plaats als beste race-uitslag, die hij ditmaal behaalde in Oostenrijk. Hij moest echter wel de race in Aragón missen vanwege een gebroken pols, die hij opliep tijdens een ongeluk in de voorgaande race in San Marino. Met 50 punten werd hij opnieuw twintigste in de eindstand. In 2019 kreeg hij met John McPhee een nieuwe teamgenoot. Zijn beste resultaat dat jaar was een vijfde plaats in Argentinië, en hij vertrok in Duitsland tevens vanaf pole position. Met 62 punten werd hij voor het derde achtereenvolgende jaar twintigste in het klassement.
In 2020 maakte Sasaki de overstap naar het team Red Bull KTM Tech3, waarin hij op een KTM reed. Deniz Öncü was dat jaar zijn teamgenoot. Hij behaalde zijn eerste podiumfinish met een tweede plaats achter Jaume Masiá in de Grand Prix van Teruel. Met 52 punten verbeterde hij zichzelf naar de zestiende plaats in het kampioenschap. In 2021 behaalde hij een podiumplaats in Aragón. In de kwalificatie voor de Grand Prix van Italië was hij betrokken bij een ongeluk met Jason Dupasquier en Jeremy Alcoba; Dupasquier overleed de volgende dag aan de gevolgen van dit ongeluk. Sasaki moest zelf twee races missen nadat hij in Catalonië ten val kwam en hierbij een blessure aan zijn hoofd opliep. Met 120 punten eindigde hij het seizoen op de negende plaats.
In 2022 stapte Sasaki over naar Sterilgarda Husqvarna Max, het team van Max Biaggi, waarin hij op een Husqvarna reed. Bij dit team werd hij herenigd met John McPhee, die ook in 2019 zijn teamgenoot was. Hij begon het seizoen sterk met podiumfinishes in Argentinië, Portugal en Frankrijk. Hij crashte tijdens de trainingen voor de Grand Prix van Italië, waarbij hij een hersenschudding opliep en zijn sleutelbeen brak. Hierdoor moest hij twee races missen. In de TT van Assen behaalde hij zijn tweede pole position in de Moto3 en wist hij tevens voor het eerst een Grand Prix te winnen.

## Statistieken

### Grand Prix

#### Per seizoen
| Seizoen | Klasse | Motor     | Team                           | Races | Winst | Podiums | Poles | SR | Ptn | Pos |
| ------- | ------ | --------- | ------------------------------ | ----- | ----- | ------- | ----- | -- | --- | --- |
| 2016    | Moto3  | Honda     | Gresini Racing Moto3           | 1     | 0     | 0       | 0     | 0  | 0   | NC  |
| 2017    | Moto3  | Honda     | SIC Racing Team                | 18    | 0     | 0       | 0     | 0  | 32  | 20e |
| 2018    | Moto3  | Honda     | Petronas Sprinta Racing        | 17    | 0     | 0       | 0     | 0  | 50  | 20e |
| 2019    | Moto3  | Honda     | Petronas Sprinta Racing        | 19    | 0     | 0       | 1     | 0  | 62  | 20e |
| 2020    | Moto3  | KTM       | Red Bull KTM Tech3             | 15    | 0     | 1       | 0     | 1  | 52  | 16e |
| 2021    | Moto3  | KTM       | Red Bull KTM Tech3             | 16    | 0     | 1       | 0     | 0  | 120 | 9e  |
| 2022    | Moto3  | Husqvarna | Sterilgarda Husqvarna Max      | 18    | 2     | 9       | 2     | 1  | 238 | 4e  |
| 2023    | Moto3  | Husqvarna | Liqui Moly Husqvarna Intact GP | 20    | 1     | 11      | 5     | 6  | 268 | 2e  |
| 2024    | Moto2  | Kalex     | Yamaha VR46 Master Camp Team   | 16    | 0     | 0       | 0     | 0  | 7   | 26e |
| 2025*   | Moto2  | Kalex     | RW – Idrofoglia Racing GP      | 13    | 0     | 0       | 0     | 0  | 11  | 22e |
| Totaal  | Totaal | Totaal    | Totaal                         | 153   | 3     | 22      | 8     | 8  | 840 |     |

#### Per klasse
| Klasse | Seizoenen  | 1e GP         | 1e podium   | 1e winst       | Races | Winst | Podiums | Poles | SR | Ptn | Kampioen |
| ------ | ---------- | ------------- | ----------- | -------------- | ----- | ----- | ------- | ----- | -- | --- | -------- |
| Moto3  | 2016-2023  | Maleisië 2016 | Teruel 2020 | Nederland 2022 | 124   | 3     | 22      | 8     | 8  | 822 | 0        |
| Moto2  | 2024-heden | Qatar 2024    |             |                | 29    | 0     | 0       | 0     | 0  | 18  | 0        |
| Totaal | 2016-heden | 2016-heden    | 2016-heden  | 2016-heden     | 153   | 3     | 22      | 8     | 8  | 840 | 0        |

#### Races per jaar
(vetgedrukt betekent pole positie; cursief betekent snelste ronde)
| Jaar | Klasse | Motor     | 1       | 2       | 3       | 4       | 5       | 6       | 7       | 8       | 9      | 10     | 11      | 12      | 13      | 14      | 15      | 16     | 17      | 18      | 19      | 20    | 21  | 22  | Pos | Ptn |
| ---- | ------ | --------- | ------- | ------- | ------- | ------- | ------- | ------- | ------- | ------- | ------ | ------ | ------- | ------- | ------- | ------- | ------- | ------ | ------- | ------- | ------- | ----- | --- | --- | --- | --- |
| 2016 | Moto3  | Honda     | QAT     | ARG     | AME     | SPA     | FRA     | ITA     | CAT     | NED     | DUI    | OOS    | TSJ     | GBR     | SMR     | ARA     | JPN     | AUS    | MAL DNF | VAL     |         |       |     |     | NC  | 0   |
| 2017 | Moto3  | Honda     | QAT 11  | ARG 20  | AME 18  | SPA 15  | FRA 19  | ITA 8   | CAT 16  | NED 15  | DUI 17 | TSJ 15 | OOS 18  | GBR 18  | SMR DNF | ARA 16  | JPN DNF | AUS 7  | MAL 12  | VAL 13  |         |       |     |     | 20  | 32  |
| 2018 | Moto3  | Honda     | QAT 8   | ARG 16  | AME 11  | SPA 12  | FRA 16  | ITA 16  | CAT DNF | NED 19  | DUI 10 | TSJ 22 | OOS 7   | GBR C   | SMR DNF | ARA     | THA DNF | JPN 9  | AUS 10  | MAL 18  | VAL 11  |       |     |     | 20  | 50  |
| 2019 | Moto3  | Honda     | QAT DNF | ARG 5   | AME DNF | SPA 15  | FRA 14  | ITA DNF | CAT 8   | NED 17  | DUI 9  | TSJ 11 | OOS 13  | GBR 6   | SMR DNF | ARA 13  | THA DNF | JPN 13 | AUS 7   | MAL DNF | VAL 19  |       |     |     | 20  | 62  |
| 2020 | Moto3  | KTM       | QAT 19  | SPA 11  | AND DNF | TSJ 20  | OOS 13  | STI DNF | SMR DNF | EMI 14  | CAT 17 | FRA 6  | ARA 13  | TER 2   | EUR 10  | VAL 19  | POR 13  |        |         |         |         |       |     |     | 16  | 52  |
| 2021 | Moto3  | KTM       | QAT DNF | DOH 7   | POR 4   | SPA 5   | FRA 5   | ITA 4   | CAT DNF | DUI     | NED    | STI 5  | OOS DNF | GBR 13  | ARA 3   | SMR 10  | AME 13  | EMI 8  | ALG 6   | VAL 10  |         |       |     |     | 9   | 120 |
| 2022 | Moto3  | Husqvarna | QAT DNF | INA DNF | ARG 3   | AME 4   | POR 3   | SPA 6   | FRA 2   | ITA DNS | CAT    | DUI 4  | NED 1   | GBR DNF | OOS 1   | SMR DNF | ARA 2   | JPN 3  | THA 2   | AUS 4   | MAL 2   | VAL 5 |     |     | 4   | 238 |
| 2023 | Moto3  | Husqvarna | POR 6   | ARG DNF | AME DNF | SPA 4   | FRA 2   | ITA 3   | DUI 2   | NED 2   | GBR 2  | OOS 3  | CAT 4   | SMR 7   | IND 3   | JPN 2   | INA 18  | AUS 2  | THA DNF | MAL 2   | QAT 6   | VAL 1 |     |     | 2   | 268 |
| 2024 | Moto2  | Kalex     | QAT DNF | POR DNF | AME     | SPA DNS | FRA 22  | CAT DNF | ITA DNF | NED DNF | DUI 24 | GBR 21 | OOS 21  | ARA 12  | SMR 16  | EMI 19  | INA 16  | JPN 21 | AUS DNF | THA 13  | MAL DNS | SOL   |     |     | 26  | 7   |
| 2025 | Moto2  | Kalex     | THA 23  | ARG 18  | AME 19  | QAT DNF | SPA DNF | FRA 20  | GBR 17  | ARA DNF | ITA 19 | NED 15 | DUI 9   | TSJ DNF | OOS 13  | HON     | CAT     | SMR    | JPN     | INA     | AUS     | MAL   | POR | VAL | 22* | 11* |

* Seizoen nog bezig.